# Eucort Stromberg
L'Eucort Stromberg fou un model d'automòbil de la marca catalana Eucort. Es tractava d'un model descapotable i esportiu mecànicament basat en l'Eucort Victoria i carrossat per carrosseries Capella de Barcelona. Degut al seu carrosser, el model també va ser conegut com a Eucort Capella.
Anteriorment, Carrosseries Capella ja havia treballat amb la marca Eucort en la creació de la carrosseria del model "Rural", més conegut com a "Rubia", fet parcialment en fusta segons la moda del moment. La iniciativa de construir l'Stromberg va sorgir de "Garage Ubach", antic concessionari d'Eucort que, després de la ruïna d'aquesta i per tal de donar eixida a un nombre de xassis equipats amb el motor tricilíndric de l'Eucort Victoria, el motor més potent creat per la marca. El resultat de la sinèrgia fou un cotxe esportiu de dues places, equipat amb ràdio Philco, tapisseria de pell i comandaments al volant. El model començà a comercialitzar-se l'any 1951 només sota comanda.
Com a curisitat, cal esmentar que, al film "El Ceniciento" de 1955, produït per Ignacio F. Iquino i protagonitzat per Miguel Gila i María Martin, l'Eucort Stromberg fa una breu aparició.